# Арман (кінотеатр)
43°14′32″ пн. ш. 76°57′28″ сх. д. / 43.242154° пн. ш. 76.957646° сх. д.
Кінотеатр «Арман» — цифровий чотиризальний кінотеатр, збудований в 1968 році.

## Історія
Був відкритий для відвідування 3 вересня 1968. Спочатку мав лише дві зали: синій зал на 450 місць та червоний зал на 550 місць. У 1981 році кінотеатр відвідало понад 1,7 млн глядачів. В архітектурній композиції кінотеатру виділено прямокутний у плані обсяг.
1976 року пройшов показ першого в Казахстані сеансу стереокіно.
1993 р., кінотеатри Арман і Алатау передано «Казахкінофест». Дирекція заборгувала і брала кредит у Казкоммерцбанку, але не повернула перший кредит і знову взяла кредит на пакет акцій. Кінотеатри перейшли до Казкоммерцбанку через борги. Пізніше Арман став власністю ТОВ Рахімжан, що також взяла кредит у Казкоммерцбанку на реконструкцію кінотеатру вартістю 2 млн доларів.
У 2000 році кінотеатр «Арман» реконструйовано, оснащено сучасним кіно- та звукообладнанням, інтер'єр — м'які крісла, 36 VIP-місць (диванчики зі столиками), 2 зали по 344 місця, площі розширилися (прибрано дворик), з'явилася можливість проведення масштабних заходів, дискотек, презентацій, новий статус — розважальний центр «Арман».
У 2009 році було відкрито два додаткові компактні кінозали, зелений і помаранчевий зали по 104 місця в кожному.

## Архітектура

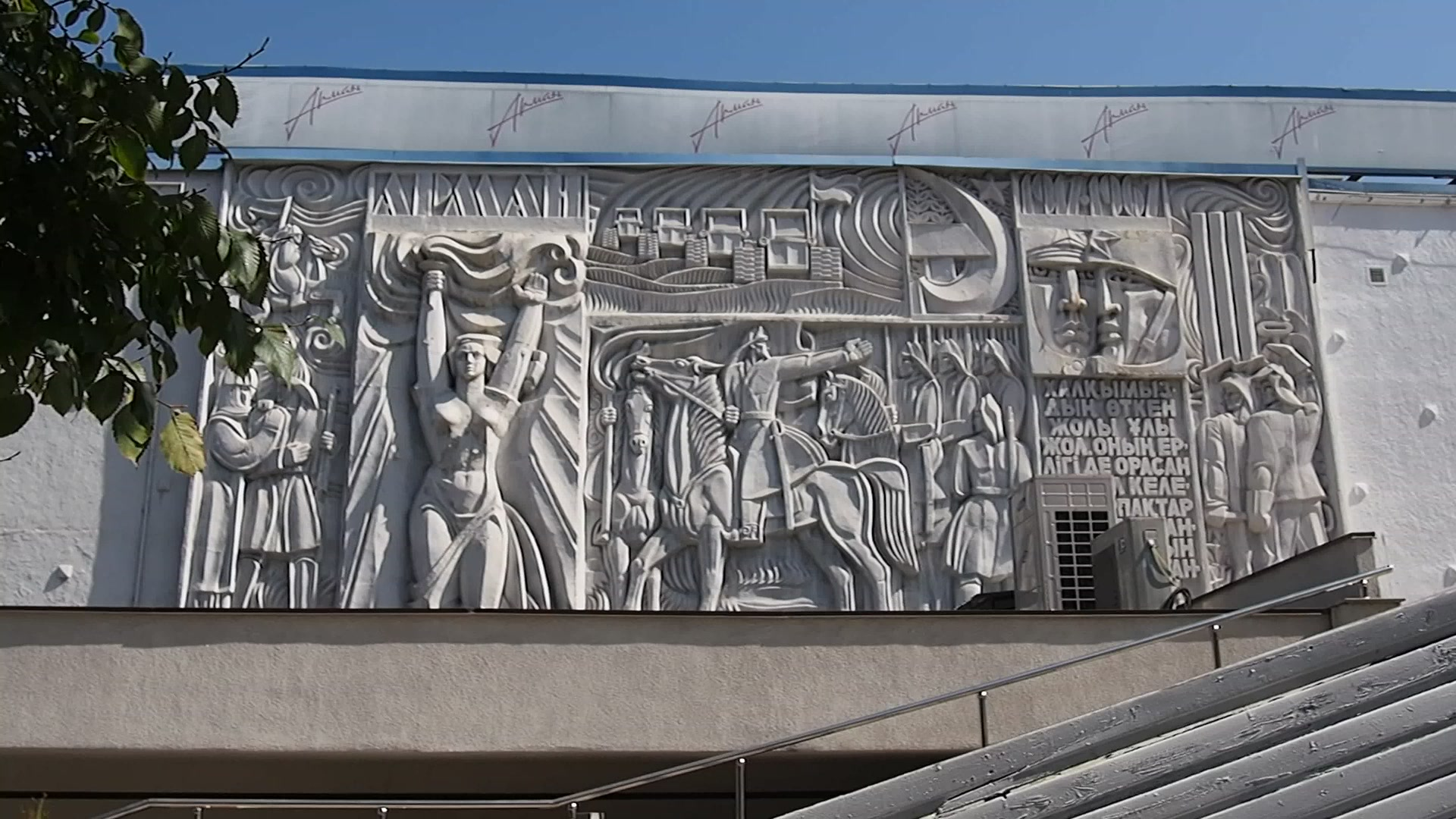
Бічний фасад кінотеатру

Бічні фасади виконані барельєфними скульптурними композиціями (художник-монументаліст В. І. Константинов), що відбивають шлях Казахстану: фігури Амангельди, Батьківщина-Мати, солдати, група космонавтів, жінки, що збирають урожай, збоку двома мовами текст: «Велика дорога нашого народу, великий його подвиг. Він буде вічним прикладом для майбутніх поколінь, для всіх, хто обрав шлях свободи».
Автори проєкту кінотеатру: І. Коржемпо, Ст. Л. Панін, І. Ст. Слонів; інженери Ст. Гарвардт, Ст. Чуйко; художники Ст. Костянтинов, Г. Завізійний.
Є пам'ятником архітектури та містобудування місцевого значення, приклад радянського модернізму. Незважаючи на це, були збудовані прибудови до кінотеатру ресторану Burger King та кав'ярні Starbucks.

## Нагороди
- Найкращий кінотеатр СНД у 2009 році.